# Carlos Pazos i Moya
Carlos Pazos (Barcelona, 23 de desembre de 1949) és un artista català. Va estudiar inicialment arquitectura, si bé posteriorment s'especialitzà en disseny i art a l'Escola Eina de Barcelona. Va començar a exposar l'any 1969 a la sala d'exposicions de l'Ateneu Barcelonès, i des d'aquell moment ho ha fet a les millors galeries i museus del món com el MACBA (Barcelona), Museo Nacional Centro de Arte Reina Sofía (Madrid), Centre Georges Pompidou (París), Gallerie Camille Von Scholz (Brussel·les) o Joan Prats Gallery (Nova York), entre d'altres.

## Biografia
Va realitzar la seva primera exposició individual el gener de 1970 a l'Ateneu Barcelonès.
El 1975 inicia la sèrie Voy a hacer de mi una estrella, presentada l'any següent a La Sala Vinçon de Barcelona, que entre altres actuacions i manifestacions, dona lloc a la performance i exposició The Floor of Fame al Centre d'Art Georges Pompidou (Beaubourg) de París el 1978. L'últim capítol d'aquesta saga no tancada és Robados, exposada a la Galería Raíña Lupa de Barcelona l'any 2009. Entre el 1980 i el 1992 treballa intensament amb Marisa Díez de la Fuente, a la Galería Ciento de Barcelona, després de tres anys també intensos a la Galería G. El 1990 inicia la seva col·laboració amb la Galerie Camille von Scholz de Bruxelles i amb motiu de l'exposició Christmas Blues i en col·laboració amb Vicenç Altaió i Freddy de Vree publica el llibre L'Amour latent amb les edicions Camomille. D'ençà que la Galería Ciento va tancar, ha col·laborat amb les galeries Joan Prats, Carles Taché i amb Raíña Lupa de Barcelona.
Ha expressat el seu amor per la música i la nit dirigint sales de ball (Salón Cibeles, 1978-1983), cocktail bars (Bijou, 1983-1986) i bars musicals (Je-rrix, 1994-1995). En aquest últim local es va establir la seu del seu Club de Fans, el C.P.FANS CLUB, fundat el desembre 1994. El 1988 es va casar amb Montserrat Cuchillo. Passen llargues temporades a Cotlliure, a Nova York, on fa una primera exposició individual el 1989, a la Fachetti Gallery. Des del 2002 Paris és el nou centre 
d'operacions.
El gener de 1995 funda a Nova York, amb l'artista Steven Pollack, l'associació esporàdica en actiu Vodoo Victims, l'any 1999 Mic y Mau amb el fotògraf Lluís Ros, desactivada el 2009 i des del 2004 col·labora amb Pascal Comelade en llibres, vídeos i en concerts. És també el 2004 que participa en l'exposició Dalimitar del Museu de l'Empordà. El seu caràcter inquiet i curiós queda palès en la seva obra i en un seguit d'activitats que l'acompanyen. Així, el 1987 protagonitza la pel·lícula És quan dormo que hi veig clar, de Jordi Cadena sobre poemes de J.V. Foix. El 1998 dirigeix i realitza l'escenografia de l'obra teatral El bell lloc, de Joan Brossa, estrenada a l'Espai Joan Brossa de Barcelona. Aquest mateix any publica El Mundo del Ritmo en col·laboració amb Eduardo Mendoza i actua com a protagonista en el vídeo Pianito, de Jordi Colomer. L'any 2002 escriu i publica el guió de la pel·lícula, en espera de productor, Aquí en la tierra como en el infierno. El desembre de 2004 publica el seu primer llibre de textos Garabatos y Zarpazos, editat per la Universitat de Barcelona, del qual es va fer una 2a edició el febrer del 2008, el 2007 publica Fidelidad Total», en col·laboració amb Ramón de España, editat per Raíña Lupa i el 2008 Diodrama, amb textos d'Eduardo Lago, editat per Atelier Clot, Paris.
També publicà ...Y entre paréntesis, un blues inacabable, en col·laboració amb Ramón de España i Pascal Comelade, publicat per La Naval (Cartagena) i està preparant Garabatos y Zarpazos 2. El 2007 va realitzar una exposició retrospectiva al MACBA (Museu d'Art Contemporani de Barcelona) i al MNCARS (Museo Nacional Centro de Arte Reina Sofía). Per a la seva exposició retrospectiva va realitzar la pel·lícula Mnemocine. Película recortable, un collage audiovisual constituït per 11 episodis, de 26 minuts de duració.

## Premis i reconeixements
El 2004 fou guardonat amb el Premi Nacional d'Arts Plàstiques d'Espanya del Ministeri d'Educació i Cultura d'Espanya. El 2008 fou guardonat amb el Premi Nacional d'Arts Visuals per l'exposició "No em diguis res", presentada al MACBA de Barcelona i al Museo Nacional Centro de Arte Reina Sofía de Madrid, que reflecteix la trajectòria consolidada i inclassificable de més de trenta anys de l'artista indagant a l'entorn de la pròpia identitat i de la poètica de l'objecte.